# Puchar CEV siatkarek (2012/2013)
Puchar CEV siatkarek 2012/2013 – 6. sezon turnieju rozgrywanego od 2007 roku, organizowanego przez Europejską Konfederację Piłki Siatkowej (CEV) w ramach europejskich pucharów dla żeńskich klubowych zespołów siatkarskich "starego kontynentu".

## Drużyny uczestniczące
- Rebecchi Nordmeccanica Piacenza
- Omiczka Omsk
- TED Ankara Kolejliler
- Fenerbahçe SK
- SES Calais
- Beziers VB
- Aluprof Bielsko-Biała
- AZS Białystok
- Volley Köniz
- Sagres Neuchatel
- Tent Obrenovac
- ŽOK Split 1700
- ŽOK Rijeka
- SVS Post Schwechat
- ASKÖ Büroleben Linz-Steg
- VK Královo Pole Brno
- SK UP Ołomuniec
- CS Știința Bacău
- AEK Ateny
- Rote Raben Vilsbiburg
- Baki-Azəryol Baku
- İqtisadçı Baku
- Asterix Kieldrecht
- Dauphines Charleroi
- Chimik Jużne
- Kontynium Volyn Lutsk
- Irmato Weert
- Sliedrecht Sport
- Nova KBM Branik Maribor
- Jedinstvo Brcko
- LP Viesti Salo
- Minatori Rreshen

- 2004 Tomis Konstanta
- Bank BPS Muszynianka Fakro Muszyna
- Tauron MKS Dąbrowa Górnicza
- Urałoczka-NTMK Jekaterynburg

## Rozgrywki

### 1/16 finału
| Data       | Drużyna 1             | Wynik | Drużyna 2                       | Sety                                       |
| ---------- | --------------------- | ----- | ------------------------------- | ------------------------------------------ |
| 24.10.2012 | Jedinstvo Brcko       | 0:3   | Omiczka Omsk                    | 12:25, 18:25, 20:25                        |
| 01.11.2012 | Jedinstvo Brcko       | 0:3   | Omiczka Omsk                    | 8:25, 20:25, 17:25                         |
| 23.10.2012 | İqtisadçı Baku        | 3:0   | Sport Sliedrecht                | 25:17, 25:18, 25:22                        |
| 30.10.2012 | İqtisadçı Baku        | 3:0   | Sport Sliedrecht                | 25:12, 25:21, 25:20                        |
| 24.10.2012 | Rote Raben Vilsbiburg | 3:0   | Minatori Rreshen                | 25:12, 25:12, 25:8                         |
| 31.10.2012 | Rote Raben Vilsbiburg | 3:0   | Minatori Rreshen                | 25:10, 25:7, 25:6                          |
| 25.10.2012 | Baki-Azəryol Baku     | 3:0   | Nova KBM Branik Maribor         | 25:22, 25:22, 28:26                        |
| 31.10.2012 | Baki-Azəryol Baku     | 1:3   | Nova KBM Branik Maribor         | 23:25, 25:21, 17:25, 23:25, (15:9)         |
| 24.10.2012 | Kralovo Pole Brno     | 1:3   | Aluprof Bielsko-Biała           | 20:25, 9:25, 26:24, 23:25                  |
| 30.10.2012 | Kralovo Pole Brno     | 1:3   | Aluprof Bielsko-Biała           | 17:25, 25:22, 17:25, 12:25                 |
| 25.10.2012 | SK UP Ołomuniec       | 3:0   | Dauphines Charleroi             | 25:15, 25:22, 25:18                        |
| 31.10.2012 | SK UP Ołomuniec       | 1:3   | Dauphines Charleroi             | 19:25, 24:26, 25:17, 22:25, (11:15)        |
| 24.10.2012 | AZS Białystok         | 3:1   | Post Schwechat SVS              | 16:25, 27:25, 25:22, 25:19                 |
| 30.10.2012 | AZS Białystok         | 0:3   | Post Schwechat SVS              | 20:25, 19:25, 23:25, (12:15)               |
| 24.10.2012 | LP Salo               | 3:2   | Beziers VB                      | 25:21, 22:25, 18:25, 25:21, 15:10          |
| 31.10.2012 | LP Salo               | 0:3   | Beziers VB                      | 15:25, 16:25, 16:25, (10:15)               |
| 23.10.2012 | Chimik Jużne          | 1:3   | Fenerbahçe SK                   | 25:19, 11:25, 22:25, 22:25                 |
| 01.11.2012 | Chimik Jużne          | 3:2   | Fenerbahçe SK                   | 17:25, 25:22, 19:25, 25:21, 15:13, (9:15   |
| 24.10.2012 | TED Ankara Kolejliler | 3:2   | Asterix Kieldrecht              | 25:23, 28:26, 19:25, 19:25, 15:11          |
| 01.11.2012 | TED Ankara Kolejliler | 0:3   | Asterix Kieldrecht              | 16:25, 9:25, 13:25, (10:15)                |
| 25.10.2012 | Sagres Neuchatel      | 3:1   | Irmato Weert                    | 25:21, 25:21, 16:25, 25:19                 |
| 31.10.2012 | Sagres Neuchatel      | 3:2   | Irmato Weert                    | 29:27, 17:25, 25:23, 21:25, 15:13          |
| 24.10.2012 | Tent Obrenovac        | 3:1   | ASKÖ Büroleben Linz-Steg        | 25:13, 19:25, 25:22, 27:25                 |
| 01.11.2012 | Tent Obrenovac        | 2:3   | ASKÖ Büroleben Linz-Steg        | 20:25, 24:26, 25:22, 26:24, 9:15, (10:15)  |
| 25.10.2012 | ŽOK Split 1700        | 0:3   | Știința Bacău                   | 7:25, 17:25, 10:25                         |
| 31.10.2012 | ŽOK Split 1700        | 0:3   | Știința Bacău                   | 7:25, 11:25, 7:25                          |
| 24.10.2012 | Volley Köniz          | 3:0   | ŽOK Rijeka                      | 25:11, 25:23, 25:15                        |
| 31.10.2012 | Volley Köniz          | 3:1   | ŽOK Rijeka                      | 25:18, 25:20, 14:25, 25:21                 |
| 24.10.2012 | AEK Ateny             | 3:2   | SES Calais                      | 20:25, 25:19, 23:25, 25:12 15:10           |
| 31.10.2012 | AEK Ateny             | 2:3   | SES Calais                      | 25:23, 25:20, 27:29, 22:25, 13:15, (15:17) |
| 24.10.2012 | Kontynium Volyn Lutsk | 3:2   | Rebecchi Nordmeccanica Piacenza | 17:25, 25:21, 17:25, 25:21, 15:13          |
| 31.10.2012 | Kontynium Volyn Lutsk | 0:3   | Rebecchi Nordmeccanica Piacenza | 20:25, 15:25, 16:25, (15:10)               |

### 1/8 finału
| Data       | Drużyna 1                | Wynik | Drużyna 2             | Sety                                      |
| ---------- | ------------------------ | ----- | --------------------- | ----------------------------------------- |
| 13.11.2012 | İqtisadçı Baku           | 3:1   | Omiczka Omsk          | 22:25, 25:11, 25:20, 25:17                |
| 21.11.2012 | İqtisadçı Baku           | 1:3   | Omiczka Omsk          | 16:25, 18:25, 25:20, 13:25, (8:15)        |
| 14.11.2012 | Rote Raben Vilsbiburg    | 3:1   | Baki-Azəryol Baku     | 25:15, 22:25, 25:23, 25:15                |
| 20.11.2012 | Rote Raben Vilsbiburg    | 2:3   | Baki-Azəryol Baku     | 25:21, 18:25, 20:25, 25:16, 7:15, (10:15) |
| 15.11.2012 | Dauphines Charleroi      | 0:3   | Aluprof Bielsko-Biała | 13:25, 24:26, 19:25                       |
| 21.11.2012 | Dauphines Charleroi      | 0:3   | Aluprof Bielsko-Biała | 15:25, 14:25, 20:25                       |
| 14.11.2012 | Beziers VB               | 3:1   | Post Schwechat SVS    | 25:18, 20:25, 25:20, 25:13                |
| 20.11.2012 | Beziers VB               | 3:2   | Post Schwechat SVS    | 27:29, 25:17, 18:25, 25:15, 15:12         |
| 15.11.2012 | Asterix Kieldrecht       | 0:3   | Fenerbahçe SK         | 17:25, 19:25, 21:25                       |
| 21.11.2012 | Asterix Kieldrecht       | 0:3   | Fenerbahçe SK         | 10:25, 17:25, 15:25                       |
| 13.11.2012 | ASKÖ Büroleben Linz-Steg | 3:2   | Sagres Neuchatel      | 26:24, 24:26, 25:23, 23:25, 19:17         |
| 22.11.2012 | ASKÖ Büroleben Linz-Steg | 3:2   | Sagres Neuchatel      | 13:25, 25:19, 18:25, 25:23, 17:15         |
| 14.11.2012 | Volley Köniz             | 2:3   | Știința Bacău         | 25:18, 25:19, 18:25, 16:25, 17:19         |
| 20.11.2012 | Volley Köniz             | 2:3   | Știința Bacău         | 25:16, 11:25, 25:20, 10:25, 11:25         |
| 14.11.2012 | Kontynium Volyn Lutsk    | 3:0   | SES Calais            | 25:11, 25:13, 28:26                       |
| 22.11.2012 | Kontynium Volyn Lutsk    | 1:3   | SES Calais            | 14:25, 23:25, 25:11, 13:25, (8:15)        |

### 1/4 finału
| Data       | Drużyna 1                | Wynik | Drużyna 2         | Sety                       |
| ---------- | ------------------------ | ----- | ----------------- | -------------------------- |
| 06.12.2012 | Omiczka Omsk             | 3:1   | Baki-Azəryol Baku | 25:17, 20:25, 25:20, 25:12 |
| 13.12.2012 | Omiczka Omsk             | 3:1   | Baki-Azəryol Baku | 25:20, 25:20, 23:25, 25:13 |
| 05.12.2012 | Aluprof Bielsko-Biała    | 3:1   | Beziers VB        | 25:20, 25:27, 25:16, 25:20 |
| 11.12.2012 | Aluprof Bielsko-Biała    | 3:0   | Beziers VB        | 25:15, 25:19, 25:20        |
| 04.12.2012 | ASKÖ Büroleben Linz-Steg | 0:3   | Fenerbahçe SK     | 16:25, 26:28, 14:25        |
| 11.12.2012 | ASKÖ Büroleben Linz-Steg | 0:3   | Fenerbahçe SK     | 17:25, 18:25, 7:25         |
| 05.12.2012 | SES Calais               | 3:0   | Știința Bacău     | 25:21, 25:13, 25:19        |
| 12.12.2012 | SES Calais               | 3:1   | Știința Bacău     | 16:25, 25:21, 28:26, 28:26 |

### Runda Challenge
| Data       | Drużyna 1              | Wynik | Drużyna 2                    | Sety                       |
| ---------- | ---------------------- | ----- | ---------------------------- | -------------------------- |
| 15.01.2013 | 2004 Tomis Konstanca   | 1:3   | Omiczka Omsk                 | 23:25, 18:25, 26:24 13:25  |
| 23.01.2013 | 2004 Tomis Konstanca   | 0:3   | Omiczka Omsk                 | 17:25, 13:25, 23:25        |
| 16.01.2013 | Bank BPS Fakro Muszyna | 3:1   | Aluprof Bielsko-Biała        | 25:21, 25:16 23:25, 25:16  |
| 23.01.2013 | Bank BPS Fakro Muszyna | 3:0   | Aluprof Bielsko-Biała        | 25:23, 25:12, 25:23        |
| 15.01.2013 | Fenerbahçe SK          | 3:0   | Tauron MKS Dąbrowa Górnicza  | 25:20, 25:16, 25:11        |
| 23.01.2013 | Fenerbahçe SK          | 3:1   | Tauron MKS Dąbrowa Górnicza  | 25:21, 21:25, 25:19, 25:20 |
| 15.01.2013 | SES Calais             | 1:3   | Urałoczka-NTMK Jekaterynburg | 25:27, 27:25, 23:25, 27:29 |
| 22.01.2013 | SES Calais             | 0:3   | Urałoczka-NTMK Jekaterynburg | 10:25, 17:25, 24:26        |

### Półfinał
| Data       | Drużyna 1     | Wynik | Drużyna 2                    | Sety                              |
| ---------- | ------------- | ----- | ---------------------------- | --------------------------------- |
| 07.02.2013 | Omiczka Omsk  | 2:3   | Bank BPS Fakro Muszyna       | 25:21, 19:25, 27:25, 24:26, 12:15 |
| 14.02.2013 | Omiczka Omsk  | 0:3   | Bank BPS Fakro Muszyna       | 22:25, 19:25, 17:25               |
| 06.02.2013 | Fenerbahçe SK | 3:0   | Urałoczka-NTMK Jekaterynburg | 25:18, 27:25, 25:23               |
| 12.02.2013 | Fenerbahçe SK | 0:3   | Urałoczka-NTMK Jekaterynburg | 15:25, 20:25, 21:25, (15:11)      |

### Finał
| Data       | Drużyna 1              | Wynik | Drużyna 2     | Sety                              |
| ---------- | ---------------------- | ----- | ------------- | --------------------------------- |
| 27.02.2013 | Bank BPS Fakro Muszyna | 3:2   | Fenerbahçe SK | 26:24, 26:24, 19:25, 23:25, 15:11 |
| 02.03.2013 | Bank BPS Fakro Muszyna | 3:2   | Fenerbahçe SK | 25:18, 19:25, 25:15, 22:25, 15:11 |